# 鹤鸣湖镇
鹤鸣湖镇，是中华人民共和国黑龙江省大庆市林甸县下辖的一个镇。
2014年11月11日，黑龙江省民政厅批复同意撤销三合乡，设立鹤鸣湖镇。

## 行政区划
鹤鸣湖镇下辖以下地区：
渔场生活区、南岗村、富饶村、三合村、五星村、庆丰村、建国村、胜利村、东升村、建华村、建新村、建设村和红星村。